# Таварис, Мариу
Ма́риу Тава́рис (порт.-браз. Mário Tavares; 18 апреля 1928, Натал, Риу-Гранди-ду-Норти, Бразилия — 5 февраля 2003, Рио-де-Жанейро, Бразилия) — бразильский композитор, скрипач и дирижёр.

## Биография
Окончил Национальную музыкальную школу при Федеральном университете Рио-де-Жанейро, проработав в ней до 1955 года. Был скрипачом Национального симфонического оркестра. С 1960 главный дирижёр оркестра Муниципального театра в Рио-де-Жанейро.

## Сочинения
- струнный квинтет «Два впечатления» / Duas impressхes (1951)
- «Интродукция и бразильский танец No 1» / Introduсгo e danca brasileira No 1 (1953)
- «Фольклорная увертюра» для оркестра /  (1955)
- концертино для флейты, фагота и струнных (1959)
- кантата «Гангузама» для солистов, хора и оркестра / Ganguzama (1959)
- балет «Прайана» / Praiana (1963)